# Trans-Europa Express
Trans Europa Express (em inglês:  Trans-Europe Express) é o sexto álbum da banda alemã de música electrónica Kraftwerk. Gravado em meados de 1976 em Düsseldorf, o álbum foi lançado em Março de 1977 pela editora Kling Klang Records. As músicas do álbum foram influenciadas por amigos que sugeriram a escrita de canções acerca do Trans Europ Express para espelhar o estilo de música dos Kraftwerk. Os críticos têm descrito o álbum como tendo dois temas específicos: a celebração da Europa e as disparidades entre a imagem e a realidade. Em termos musicais, as canções deste trabalho da banda alemã diferem do anterior estilo krautrock que a caracterizava, com ritmos electrónicos mecanizados, minimalismo e vozes manipuladas em alguns temas.
Trans-Europe Express alcançou a 119.ª posição nas tabelas musicais norte-americanas, e 30.ª na votação Pazz & Jop do Village Voice em 1977. Deste álbum foram saíram dois singles: "Trans-Europa Express" e "Showroom Dummies". Este álbum dos Kraftwerk tem sido comercializado em vários formatos, e continua a receber elogios dos actuais críticos.[carece de fontes?]

## Antecedentes

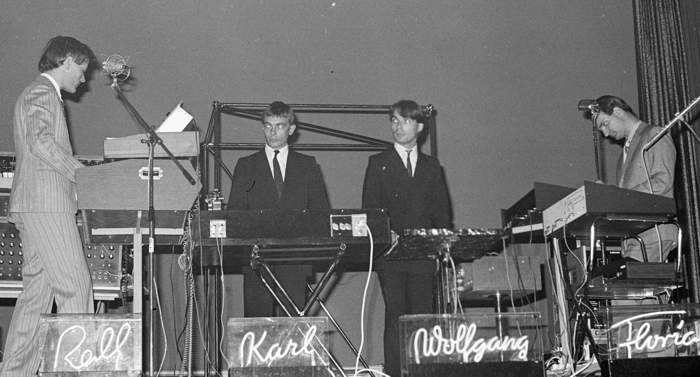
Os Kraftwerk ao vivo em Zurique em 10 de Março de 1976, antes da produção de Trans-Europe Express.

Depois do lançamento e respectiva digressão do álbum Radio-Activity, os Kraftwerk continuaram a afastar-se do seu estilo musical inicial de krautrock improvisado, e a aperfeiçoar o seu trabalho para um formato mais melódico e electrónico. Durante a digressão de Radio-Activity, o grupo começou a estabelecer regras de comportamento como não estar bêbedo em palco ou em festas. Karl Bartos comentou sobre estas regras que "não é fácil girar os botões de um sintetizador se estamos bêbedos ou cheios de drogas. ... Tentámos sempre estar atentos ao que estávamos a fazer enquanto actuávamos em público." Durante estes concertos, Kraftwerk começaram a tocar músicas que, mais tarde, serviriam para a composição de "Showroom Dummies".
Em meados de 1976, os Kraftwerk começaram a trabalhar no álbum que então se designava Europe Endless. Paul Alessandrini sugeriu-lhes que escrevessem uma música sobre o Trans Europ Express para reflectir o seu estilo de música electrónica. Hütter e Schneider encontraram-se com David Bowie e Iggy Pop antes de iniciarem as gravações o que influenciou a letra das canções. Maxime Schmitt encorajou o grupo a gravar uma versão em língua francesa da canção "Showroom Dummies" o que levou a banda a gravar mais tarde várias músicas em francês. O álbum foi gravado nos estúdios Kling Klang Studio em Düsseldorf. O controlo artístico das músicas estava totalmente nas mãos de Ralf Hütter e Florian Schneider, com Bartos e Wolfgang Flür a contribuírem na percussão electrónica. Os Kraftwerk estiveram em pontes ferroviárias a ouvir os sons que os comboios produziam. O grupo achou que o som dos comboios não era dançável e realizou algumas alterações.

## Gravação
Um dos novos equipamentos utilizados no álbum foi o Synthanorma Sequenzer, um sequenciador analógico de 32 fases e 16 canais feito para o grupo pela Matten & Wiechers. O sequenciador permitiu a composição mais elaborada de partes das músicas em sintetizador, que surgem de forma mais destacada nas faixas Europe Endless, Franz Schubert e Endless Endless, e libertou o executante da tarefa de tocar padrões repetitivos em teclado.
Enquanto que Radio-Activity incluía uma mistura de alemão e inglês na sua letra ao longo do álbum, Trans-Europe Express foi mais longe e foi remisturada como duas versões separadas, uma cantada em inglês e outra em alemão. Por recomendação de Maxime Schmitt, uma versão em francês de "Showroom Dummies", intitulada "Les Mannequins", também foi gravada. "Les Mannequins" foi a primeira canção do grupo em francês e teria influência nas decisões de gravar outras na mesma língua em álbuns posteriores. Depois de gravar o álbum em Düsseldorf, Hütter e Schneider visitaram Los Angeles para proceder à mistura das faixas nos Record Plant Studios. Algumas partes das sessões de mistura que foram realizadas em Los Angeles foram retiradas do álbum, incluindo a utilização de vocais, para que fossem feitas mais misturas em Düsseldorf e Hamburgo mais tarde.
A ilustração da capa do álbum Trans-Europe Express era para ser uma imagem monocromática do grupo a reflectir-se numa série de espelhos. Esta ideia foi afastada e substituída uma fotografia do fotógrafo nova-iorquino Maurice Seymour, com os elementos dos Kraftwerk vestidos como manequins. A imagem do grupo, da autoria de J. Stara, foi tirada em Paris, e é uma foto-montagem da parte superior do tronco dos membros do grupo que posaram como manequins, e constituiu a capa do álbum comercializado nos Estados Unidos. Na capa interior, foi utilizada uma colagem a cores do grupo sentado numa pequena mesa de café desenhada por Emil Schult. A fotografia desta cena foi tirada numa sessão fotográfica de Maurice Seymour, durante a digressão norte-americana. Outras fotografias são da autoria de Schult que mostra os membros da banda a rir e a sorrir. No entanto, estas não foram incluídas no álbum.

## Composição
Wolfgang Flür afirmou que os Kraftwerk foram influenciados pela música do período da República de Weimar: "éramos crianças nascidas logo após a Segunda Guerra Mundial ... não tínhamos uma cultura musical ou uma pop própria ... houve a guerra, e antes da guerra apenas tínhamos a música popular alemã. Nas décadas de 1920 ou 1930, as melodias foram desenvolvidas e isso tornou-se a base cultural de onde começamos a trabalhar". Karl Bartos também referiu a influência do pós-guerra pois o grupo achava que "tinham tido este desenvolvimento nos anos 1920 o qual era muito, muito forte e audio visual. Tivemos a escola Bauhaus antes da guerra, e depois da guerra apareceram pessoas extraordinárias como Karlheinz Stockhausen e o desenvolvimento do clássico e do clássico electrónico. Foi algo muito forte e tudo aconteceu muito próximo de Düsseldorf em Colónia, e todos os grandes compositores dirigiram-se para lá." Paul Alessandrini ajudou na concepção do álbum. Alessandrini disse a Hütter e Schneider que "com o género  de música que vocês fazem, que é como blues electrónico, e as estações de caminho-de-ferro e comboios são muito importantes no vosso universo, vocês devem fazer uma música sobre o Trans Europe Express". Os Kraftwerk achavam que os críticos do Reino Unido e Estados Unidos os associavam à Alemanha Nazi, por causa de músicas como Autobahn intrinsecamente ligadas aos nazis que construíram as vias rápidas nas décadas de 1930 e 1940. Ao mesmo tempo, o grupo estava disposto a afastar-se da sua herança alemã em direcção a um novo sentimento de identidade europeia, e sentiram que o Trans Europ Express podia ser utilizado para simbolizar as suas ideias de mudança. O site AllMusic refere-se a Trans-Europe Express como um álbum conceptual com dois temas diferentes. O primeiro era a disparidade entre a realidade e a imagem, representada nas canções "The Hall of Mirrors" e '"Showroom Dummies"; o segundo, era acerca da glorificação da Europa. A Slant Magazine descreve o álbum como "um poema sonoro à Europa".
O estilo musical deTrans-Europe Express é caracterizado pelo AllMusic como temas melódicos que "são varias vezes repetidos e pontualmente interligados com ritmos deliberados e vozes manipuladas" e "ritmos minimalistas e mecanizados, e melodias elaboradas e cativantes". Hütter comentou acerca da natureza minimalista do álbum, dizendo que "se pudermos transmitir uma ideia com apenas uma ou duas notas, é melhor do que tocar uma centena de notas". O primeiro lado de Trans-Europe Express tem três músicas. A canção "The Hall of Mirrors" tem sido descrita como contendo vozes sem expressão e letra que que especula sobre as estrelas que olham para si próprias nos espelhos. Hütter e Schneider descrevem a canção como sendo autobiográfica. A terceira faixa, "Showroom Dummies", é caracterizada pelo Allmusic como "melodicamente ritmada de uma forma que Trans-Europe Express o não é" e com letras que são "um pouco paranóicas". A ideia para a música tem origem no facto de Flür e Bartos terem sido comparados com manequins numa crítica britânica a um concerto. Algumas versões da canção começam com uma introdução falada a contar eins zwei drei vier ("um dois três quatro" em alemão), numa paródia à banda Ramones, que começava as suas músicas com uma contagem rápida de one two three four. O segundo lado do álbum Trans-Europe Express é uma suíte com a música "Trans-Europe Express" interligada com "Metal on Metal" antes de fechar com "Franz Schubert" e um breve regresso ao tema principal de "Europe Endless". O Allmusic descreve os elementos musicais da suíte como sendo assustadores, com um "canto inexpressivo do refrão da música" o qual é "lentamente acrescentado sobre aquela base rítmica, num modo muito semelhante ao do que a canção "Autobahn" foi construída". A letra da música faz referência ao álbum Station to Station e ao encontro com Iggy Pop e David Bowie. Hütter e Schneider tinham-se encontrado com Bowie na Alemanha, e ficaram lisonjeados com a atenção que receberam do músico. Ralf Hütter estava interessado no trabalho de Bowie pois este tinha estado a trabalhar com Iggy Pop, o ex-vocalista dos Stooges, uma das bandas preferidas de Hütter.

## Lançamento
Trans-Europe Express foi comercializado em Março de 1977. Com a ajuda de Günther Fröhling, os Kraftwerk fizeram um video promocional da música Trans-Europe Express. O video mostra o grupo vestido com casacos compridos a ir de comboio de Düsseldorf para Duisburg. As fotografias tiradas do video foram utilizadas mais tarde no single de "Showroom Dummies". Fröhling voltaria a trabalhar com os Kraftwerk no álbum The Man-Machine, na elaboração fotográfica da sua capa. Para promover o álbum junto da imprensa em França, a EMI Records alugou um comboio com carruagens antigas da década de 1930 para ir de Paris até Reims, enquanto as músicas do álbum iam tocando pelo sistema de som, para os críticos as ouvirem.
Em Outubro de 2009, uma edição remasterizada do álbum foi lançada pela EMI na Alemanha, pela Mute Records na União Europeia, e pela Astralwerks Records Nos Estados Unidos. Esta reedição foi comercializada em CD, via internet e em vinil, e a sua capa é diferente das anteriores versões do álbum. Esta nova versão tem um fundo negro com um Trans Europ Express branco ao centro. A lista das faixas da edição de 2009 apresenta o nome das músicas de acordo com a versão original em alemão. Esta alteração faz com que Metal on Metal tenha apenas dois minutos e que a restante parte tenha a designação de Abzug ("Partida").

## Desempenho comercial
O álbum Trans-Europe Express atingiu uma posição mais elevada nas tabelas de vendas dos Estados Unidos do que o anterior Radio-Activity, ao atingir o número 117 na Billboard Top LPs & Tapes."Trans-Europe Express" e "Showroom Dummies" foram lançados como singles. Trans-Europe Express entrou para a tabela Billboard Hot 100 em 1977, onde chegou à 67.ª posição. Trans-Europe Express entrou para as tabelas do Reino Unido nos anos 1980. A sua estreia deu-se em 6 de Fevereiro de 1982, e permaneceu nas tabelas durante sete semanas, onde chegou a 49.º. O single "Showroom Dummies" entrou em 20 de Fevereiro do mesmo ano, permanecendo cinco semanas, e a sua melhor posição foi a 25.ª.

## Recepção e crítica
| Críticas profissionais        | Críticas profissionais |
| Avaliações da crítica         | Avaliações da crítica  |
| Fonte                         | Avaliação              |
| ----------------------------- | ---------------------- |
| AllMusic                      | [ 14 ]                 |
| Robert Christgau              | A−                     |
| Drowned in Sound              | (10/10)                |
| The Independent               | [ 37 ]                 |
| Mojo                          | [ 38 ]                 |
| Q                             | [ 39 ]                 |
| Rolling Stone                 | [ 40 ]                 |
| Slant Magazine                | [ 15 ]                 |
| Spin Alternative Record Guide | (9/10)                 |
| Uncut                         | [ 42 ]                 |

As primeira críticas a Trans-Europe Express foram positivas. O crítico musical Robert Christgau atribui-lhe a classificação "A" ao álbum, afirmando que "os efeitos texturais" do álbum "soam como paródias feitas por estudantes sound like parodies by some cosmic schoolboy of every lush synthesizer surge that's ever stuck in your gullet—yet also work the way those surges are supposed to work". Trans-Europe Express entrou para a lista dos críticos da Pazz & Jop, da revista The Village Voice em 1977, na 30.ª posição.
As actuais análises ao álbum também tem sido favoráveis. Trans-Europe Express têm as classificações mais altas de várias publicações como o AllMusic, Mojo, Rolling Stone e Slant Magazine. Steve Huey do Allmusic escreve que o álbum "é várias vezes citado como talvez sendo o arquétipo (e o mais acessível) dos álbuns dos Kraftwerk ... No geral, Trans-Europe Express oferece a melhor mistura de minimalismo, ritmos mecanizados, e melodias cativantes e bem trabalhadas dos trabalhos do grupo". A imprensa britânica também se mostrou agrada com o álbum. A Q atribuiu quatro estrelas, em cinco, ao trabalho da banda alemã, referindo que o álbum "mudou a face da música de dança norte-americana" e que "foi um dos ritmos mais atractivos desta, ou de outra qualquer, era". Em 2009, a Drowned in Sound classificou o álbum com a nota máxima de 10, referindo que "Trans-Europe Express é, ao mesmo tempo, antigo, intemporal, retro e contemporâneo. O seu estatuto de origem da música electrónica moderna é bem merecido, mas a sua reputação sagrada não deverá, nunca, esconder o seu verdadeiro valor e força como obra-de-arte. Nem deve turvar a sua longevidade que, 32 anos, podemos começar a chamar pelo seu verdadeiro nome: imortalidade".
Trans-Europe Express esteve em várias listas de vendas de várias fontes. em 2001, a rede televisiva VH1 colocou Trans-Europe Express em n.º 56 na sua lista de "100 Melhores Álbuns (de Rock & Roll) de Todos os Tempos". Em 2002, a Slant Magazine escolheu este álbum para o primeiro lugar da sua lista de melhores álbuns electrónicos do século XX. Em 2003, a Rolling Stone colocou Trans-Europe Express em 253.ª lugar na lista de 500 Melhores Álbuns de Todos os Tempos. O Channel 4 classificou-o como 71.ª na sua lista de 100 Melhores Álbuns. Em 2004, o site on-line Pitchfork Media listou Trans-Europe Express em 6.º melhor álbum da década de 1970, referindo que "está para chegar o dia, se é que não chegou já, que Trans-Europe Express se irá juntar a Sgt. Pepper's Lonely Hearts Club Band e Exile on Main St. como simplesmente o álbum de que nada se poderá escrever".

### Legado
Sal Cinquemani da Slant Magazine descreveu a influência deste trabalho como "sem precedentes, chegando aonde álbuns de rock (Kid A dos Radiohead), hip-hop (Planet Rock, de Afrika Bambaataa; Big Booty Express de  Jay Dee) e pop (Drowned World Tour de Madonna, que incluiu partes de Metal on Metal) chegaram".
No final dos anos 1970, o álbum teve influência na banda de pós-punk Joy Division, tendo o seu baixista, Peter Hook, referido que: "Conhecemos os Kraftwerk através de Ian Curtis, que insistia em tocar Trans Europe Express sempre que íamos entrar em palco. A gravação era passada no local, sobre o sistema de som, para ser ouvida por toda a gente. A primeira vez foi no Pips [um clube de Manchester conhecido pelo seu «Bowie Room» (Quarto de Bowie)]. Ian foi expulso por partir copos na pista de dança, mesmo na altura em que íamos tocar. Demorávamos horas a implorar-lhe que regressasse." O baterista Stephen Morris também confirmou que os Joy Division "costumavam tocar Trans-Europe Express antes de irem para o palco, para nos preparamos psicologicamente. Funcionava bem pois dava-nos aquele impulso necessário. Trans-Europe Express exprimia um optimismo - mesmo que as pessoas o vissem como música de máquinas". Morris também referiu que: "Faz-me lembrar o Cabaret, o filme, com todas aquelas canções dos anos 20. [...] Quando se dá aquele casamento entre humanos e máquinas, e ele corre bem, é fantástico. É o meu álbum preferido dos Kraftwerk."

### Honras atribuídas
A informação acerca da honras atribuídas a Trans-Europe Express é uma adaptação de Acclaimed Music, excepto onde indicado.
| Blender                   | Estados Unidos | 500 CDs You Must Own Before You Die                                           | 2003 | *   |
| Fast 'n' Bulbous          | Estados Unidos | The 500 Best Albums Since 1965                                                | 2012 | 240 |
| Paste                     | Estados Unidos | The 70 Best Albums of the 1970s                                               | 2012 | 47  |
| Pitchfork Media           | Estados Unidos | Top 100 Albums of the 1970s                                                   | 2004 | 6   |
| Robert Dimery             | Estados Unidos | 1001 Albums You Must Hear Before You Die                                      | 2005 | *   |
| Rolling Stone             | Estados Unidos | The 500 Greatest Albums of All Time                                           | 2003 | 253 |
| Rolling Stone             | Estados Unidos | The Essential 200 Rock Records                                                | 1997 | *   |
| Slant Magazine            | Estados Unidos | Top 25 Electronic Albums                                                      | 2005 | 1   |
| Tom Moon                  | Estados Unidos | 1,000 Recordings to Hear Before You Die                                       | 2008 | *   |
| VH1                       | Estados Unidos | The 100 Greatest Albums of Rock & Roll                                        | 2001 | 56  |
| Vibe                      | Estados Unidos | 100 Essential Albums of the 20th Century                                      | 1999 | *   |
| Channel 4                 | Reino Unido    | 125 Nominations for the 100 Greatest Albums                                   | 2005 | *   |
| GQ                        | Reino Unido    | The 100 Coolest Albums in the World Right Now!                                | 2005 | 86  |
| Gary Mulholland           | Reino Unido    | 261 Greatest Albums Since Punk and Disco                                      | 2006 | *   |
| Mojo                      | Reino Unido    | The 100 Greatest Albums Ever Made                                             | 1995 | 48  |
| Mojo                      | Reino Unido    | The Mojo Collection: The Greatest Albums of All Time... and How They Happened | 2003 | *   |
| Mojo                      | Reino Unido    | 70 of the Greatest Albums of the 70s                                          | 2006 | *   |
| Muzik                     | Reino Unido    | Top 50 Dance Albums of All Time                                               | 2002 | 9   |
| Muzik                     | Reino Unido    | The 50 Most Influential Records of All Time                                   | 2003 | *   |
| NME                       | Reino Unido    | Albums of the Year                                                            | 1977 | 38  |
| NME                       | Reino Unido    | All Times Top 100 Albums                                                      | 1985 | 38  |
| NME                       | Reino Unido    | Top 100 Albums of All Time                                                    | 2003 | 36  |
| NME                       | Reino Unido    | The 500 Greatest Albums of All Time                                           | 2013 | 81  |
| Paul Morley               | Reino Unido    | Words and Music, 5 x 100 Greatest Albums of All Time                          | 2013 | *   |
| Q                         | Reino Unido    | The 50 Best Albums of the 70s                                                 | 1998 | 9   |
| Sounds                    | Reino Unido    | Albums of the Year                                                            | 1977 | 13  |
| Sounds                    | Reino Unido    | The 100 Best Albums of All Time                                               | 1986 | 48  |
| The Observer              | Reino Unido    | 50 Albums That Changed Music 1956-2006                                        | 2006 | 3   |
| The Times                 | Reino Unido    | The 20 Most Influential Albums                                                | 2008 | 11  |
| Uncut                     | Reino Unido    | 100 Rock and Movie Icons                                                      | 2005 | 23  |
| The Wire                  | Reino Unido    | The 100 Most Important Records Ever Made                                      | 1992 | *   |
| Adresseavisen             | Noruega        | The 100 (+23) Best Albums of All Time                                         | 1995 | 15  |
| Panorama                  | Noruega        | The 30 Best Albums of the Year 1970-98                                        | 1999 | 16  |
| Pop                       | Suécia         | The World's 100 Best Albums + 300 Complements                                 | 1994 | 101 |
| Max                       | Alemanha       | The 50 Best Albums of All Time                                                | 1997 | 22  |
| Musik Express/Sounds      | Alemanha       | The 100 Masterpieces                                                          | 1993 | 94  |
| Musik Express/Sounds      | Alemanha       | The 50 Best German Records                                                    | 2001 | 15  |
| RoRoRo Rock-Lexicon       | Alemanha       | Most Recommended Albums                                                       | 2003 | *   |
| Rolling Stone             | Alemanha       | The Best Albums of 5 Decades                                                  | 1997 | 101 |
| Rolling Stone             | Alemanha       | The 500 Best Albums of All Time                                               | 2004 | 325 |
| Sounds                    | Alemanha       | The 50 Best Albums of the 1970s                                               | 2009 | 10  |
| Spex                      | Alemanha       | The 100 Albums of the Century                                                 | 1999 | 35  |
| (*) listas não ordenadas. |                |                                                                               |      |     |

## Faixas
| Lado 1 |                                             |                                |                   |         |  |
| N.º    | Título                                      | Letras                         | Música            | Duração |  |
| 1.     | ""Europe Endless"" ("Europa Endlos")        | Ralf Hütter, Florian Schneider | Hütter            | 9:40    |  |
| 2.     | ""The Hall of Mirrors"" ("Spiegelsaal")     | Hütter, Schneider, Emil Schult | Hütter, Schneider | 7:56    |  |
| 3.     | ""Showroom Dummies"" ("Schaufensterpuppen") | Hütter                         | Hütter            | 6:15    |  |

| Lado 2 |                                                   |                |                   |         |  |
| N.º    | Título                                            | Letras         | Música            | Duração |  |
| 4.     | ""Trans-Europe Express"" ("Trans Europa Express") | Hütter, Schult | Hütter            | 6:52    |  |
| 5.     | ""Metal on Metal"[a]" ("Metall auf Metall")       |                | Hütter            | 6:43    |  |
| 6.     | ""Franz Schubert""                                |                | Hütter            | 4:26    |  |
| 7.     | ""Endless Endless"" ("Endlos Endlos")             |                | Hütter, Schneider | 0:55    |  |

## Músicos e técnicos
Adaptado do folheto de Trans-Europe Express.
| Kraftwerk - Ralf Hütter – Voz, sintetizador, orchestron, sequenciador-synthanorma, electrónica, produtor - Florian Schneider – voz, vocoder, votrax, sintetizador, electrónica, produtor - Karl Bartos – bateria electrónica - Wolfgang Flür – bateria electrónica Technical - Peter Bollig – engenheiro de som - Bill Haverson – engenheiro (The Record Plant, Hollywood) - Thomas Kuckuck – engenheiro (Rüssl Studio, Hamburg) | Graphical - Maurice Seymour – fotografia - J. Stara – fotografia - Günther Fröhling – fotografia (edição de 2009) - Ink Studios – desenho tipográfico - Johann Zambryski – reconstrução artística (edição de 2009) |

## Posição nas tabelas
| Tabelas semanais (1977)                    | Peak posição |
| ------------------------------------------ | ------------ |
| França (SNEP)                              | 2            |
| Alemanha (Media Control Charts)            | 32           |
| Itália (FIMI)                              | 8            |
| Suécia (GLF)                               | 32           |
| Reino Unido (Official Charts Company)      | 49           |
| Estados Unidos (Billboard Top LPs & Tapes) | 119          |